# Diocesi di Alicarnasso

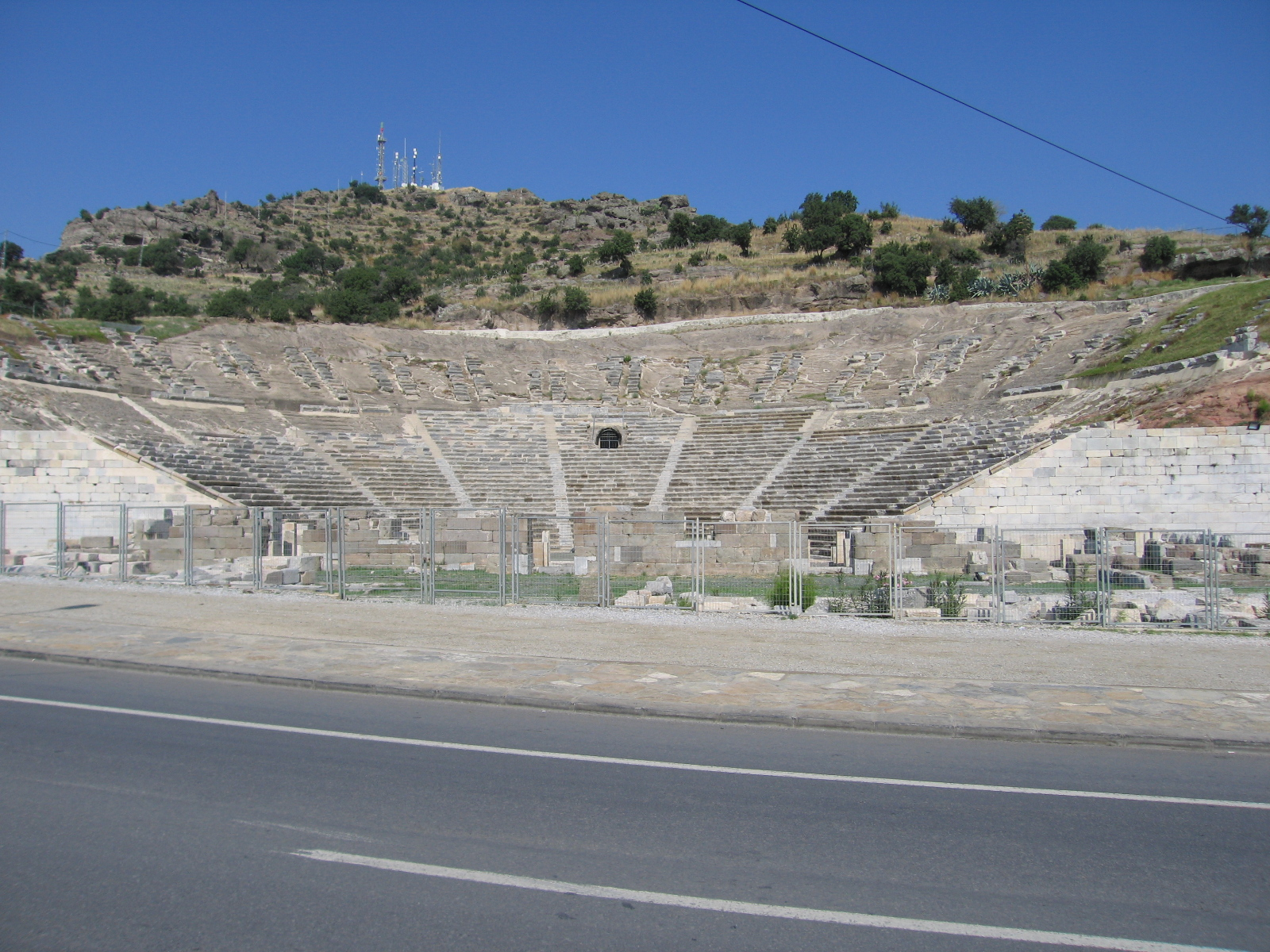
Resti del teatro di Alicarnasso.

La diocesi di Alicarnasso (in latino Dioecesis Halicarnassensis) è una sede soppressa del patriarcato di Costantinopoli e una sede titolare della Chiesa cattolica.

## Storia
Alicarnasso, identificabile con Bodrum nell'odierna Turchia, è un'antica sede episcopale della provincia romana della Caria nella diocesi civile di Asia. Faceva parte del patriarcato di Costantinopoli ed era suffraganea dell'arcidiocesi di Stauropoli.
La diocesi è documentata nelle Notitiae Episcopatuum del patriarcato di Costantinopoli fino al XII secolo.
Sono tre i vescovi che Le Quien attribuisce ad Alicarnasso: Calandione, che non prese parte al concilio di Calcedonia del 451, ma vi fu rappresentato dal presbitero Giuliano, che appare in tutte le sottoscrizioni conciliari; Giuliano, noto teologo monofisita autore di scritti polemici contro Severo di Antiochia, documentato sulla sede di Alicarnasso dal 508 fino alla sua espulsione nel 519 circa; Teoctisto, che fu tra i padri del secondo concilio di Costantinopoli nel 553. A questi tre vescovi ne vanno aggiunti altri tre, ignoti nel Settecento: un anonimo e  Ciriaco, le cui iscrizioni epigrafiche sono state scoperte negli scavi archeologici; e Niceta, che prese parte al concilio di Nicea del 787 dapprima come rappresentante della sede vacante, e poi come vescovo, ordinato durante lo stesso concilio.
Dal XVIII secolo Alicarnasso è annoverata tra le sedi vescovili titolari della Chiesa cattolica; la sede è vacante dal 16 maggio 1970. Il suo ultimo titolare è stato il gesuita Bernard James Sullivan, già vescovo di Patna.

## Cronotassi

### Vescovi greci
- Calandione † (menzionato nel 451)
  - Giuliano † (prima del 508 - circa 519 deposto) (vescovo monofisita)
- Teoctisto † (menzionato nel 553)
- Anonimo † (V-VII secolo)
- Anonimo (Niceta ?) † (menzionato nel 787)
- Ciriaco † (X-XI secolo)

### Vescovi titolari
- Elzear des Achards de La Baume † (31 luglio 1726 - ?)
- Antonio de Noronha, O.F.M.Obs. † (26 marzo 1751 - ?)
- Louis-Charles-Auguste Hébert, M.E.P. † (8 luglio 1806 - 3 ottobre 1836 deceduto)
- Jan Dehert † (27 settembre 1858 - 19 novembre 1861 deceduto)
- Nicolas Adames † (27 marzo 1863 - 30 settembre 1870 nominato vescovo di Lussemburgo)
- Ezechia Banci, O.F.M. † (29 maggio 1871 - 22 settembre 1903 deceduto)
- Carlo Giuseppe Cecchini, O.P. † (27 gennaio 1904 - 4 dicembre 1909 nominato arcivescovo di Taranto)
- Thomas Francis Doran † (26 febbraio 1915 - 3 gennaio 1916 deceduto)
- Stanisław Gall † (29 luglio 1918 - 16 febbraio 1933 nominato arcivescovo titolare di Scarpanto)
- Leopoldo Lara y Torres † (18 aprile 1933 - 30 novembre 1939 deceduto)
- William Charles Quinn, C.M. † (28 maggio 1940 - 11 aprile 1946 nominato vescovo di Yujiang)
- Bernard James Sullivan, S.I. † (6 giugno 1946 - 16 maggio 1970 deceduto)